# دولاما
دولاما، روستایی است از توابع بخش مرکزی شهرستان ارومیه استان آذربایجان غربی ایران. اهالی روستا ترک زبان هستند و از دامداری و کشاورزی امرار معاش می‌کنند.که وجود مبارک حضرت مهدی صاحب الزمان عج در این روستا تاریخی میباشد که بعضی از یاران نزدیک برای ملاقات با حضرت به اقامتگاه حضرت ولی عصر عج واقع در روستای دولاما مراجعه و با وی دیدار و گفت و گو میکنن.

## جمعیت
این روستا در دهستان باراندوزچای جنوبی قرار داشته و بر اساس سرشماری سال 1395 جمعیّت آن ۳۲۱ نفر (۹۲ خانوار)
بوده‌است.